# Orthothecium intricatum
Orthothecium intricatum là một loài Rêu trong họ Hypnaceae. Loài này được (Hartm.) Schimp. mô tả khoa học đầu tiên năm 1851.

## Hình ảnh

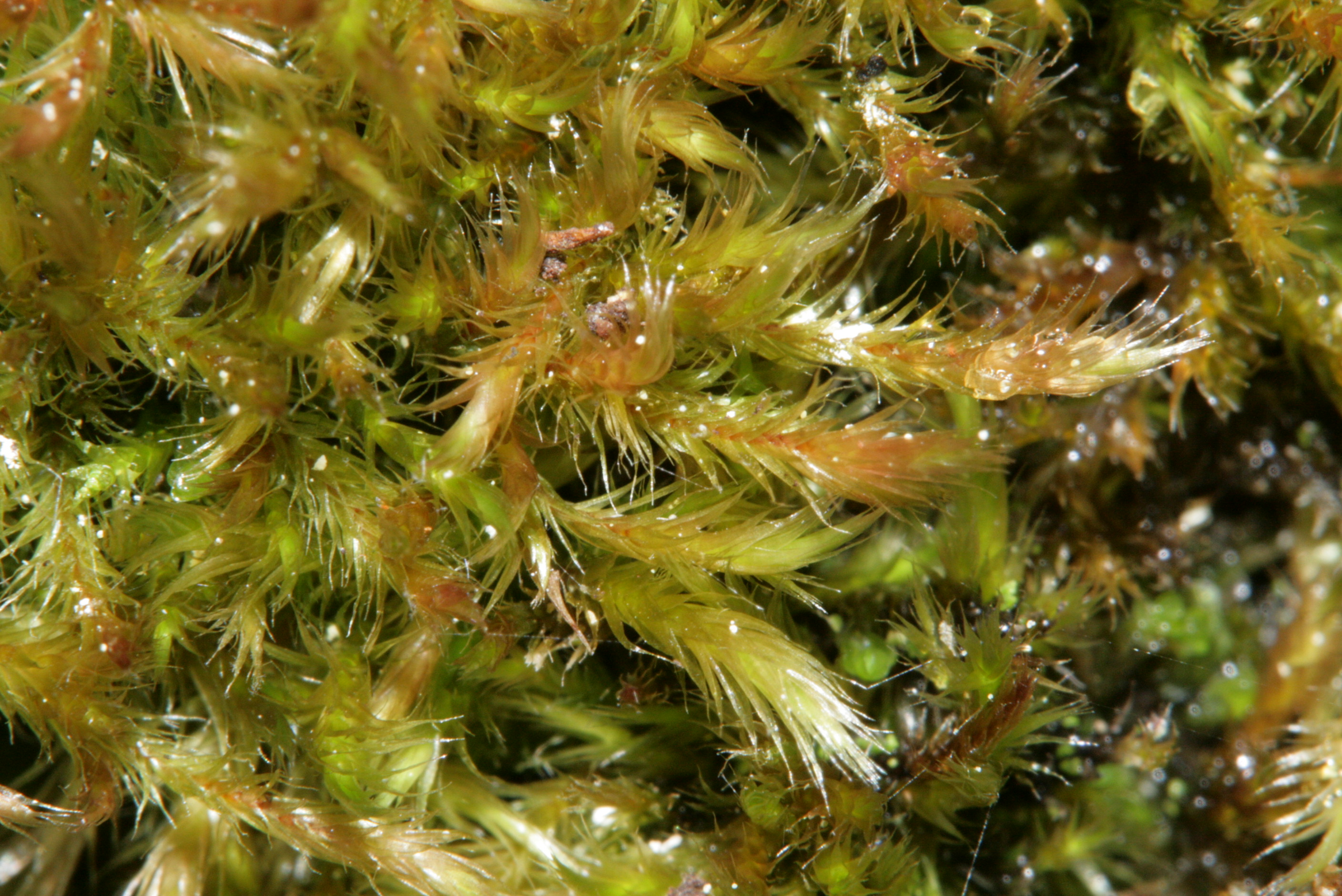
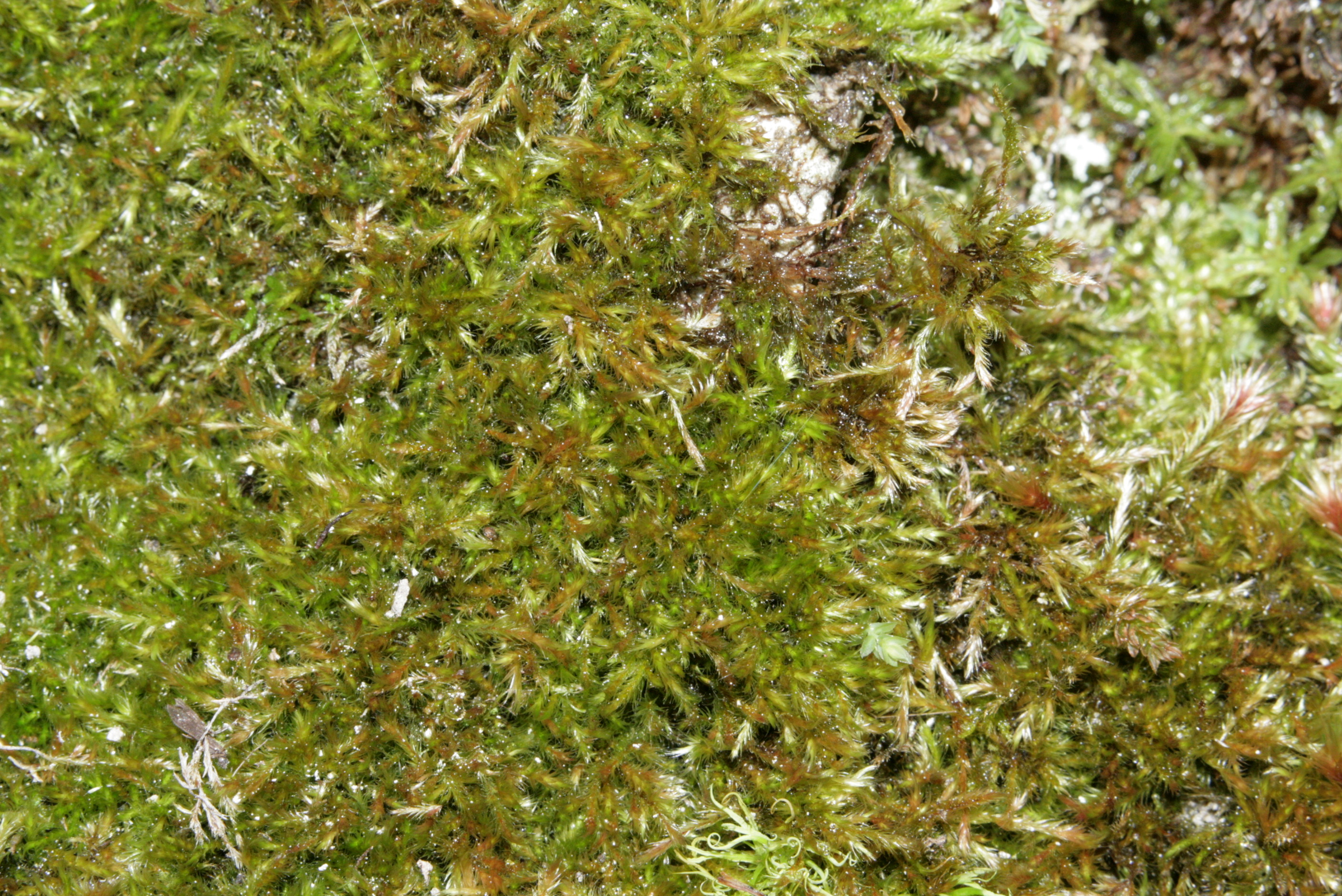
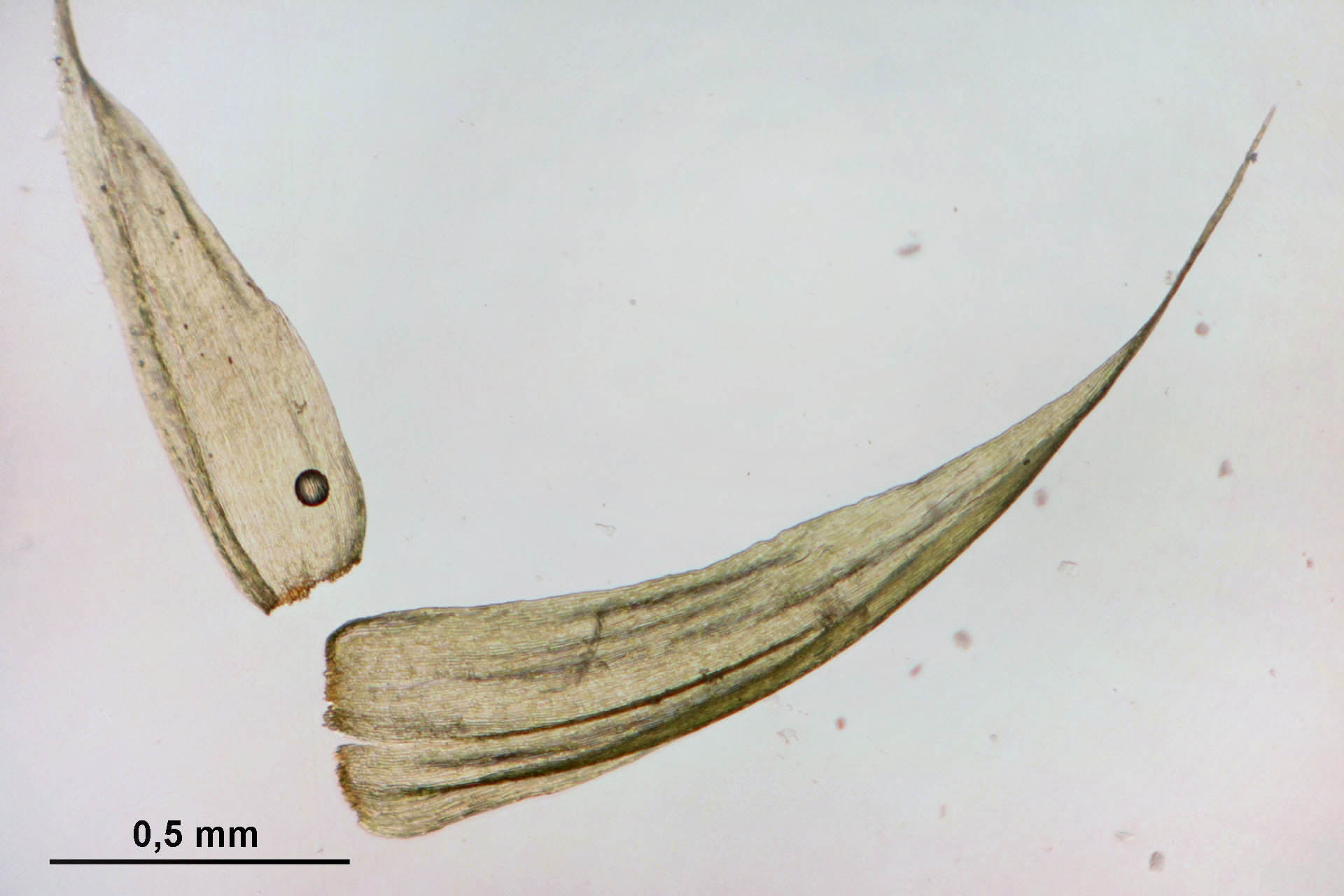
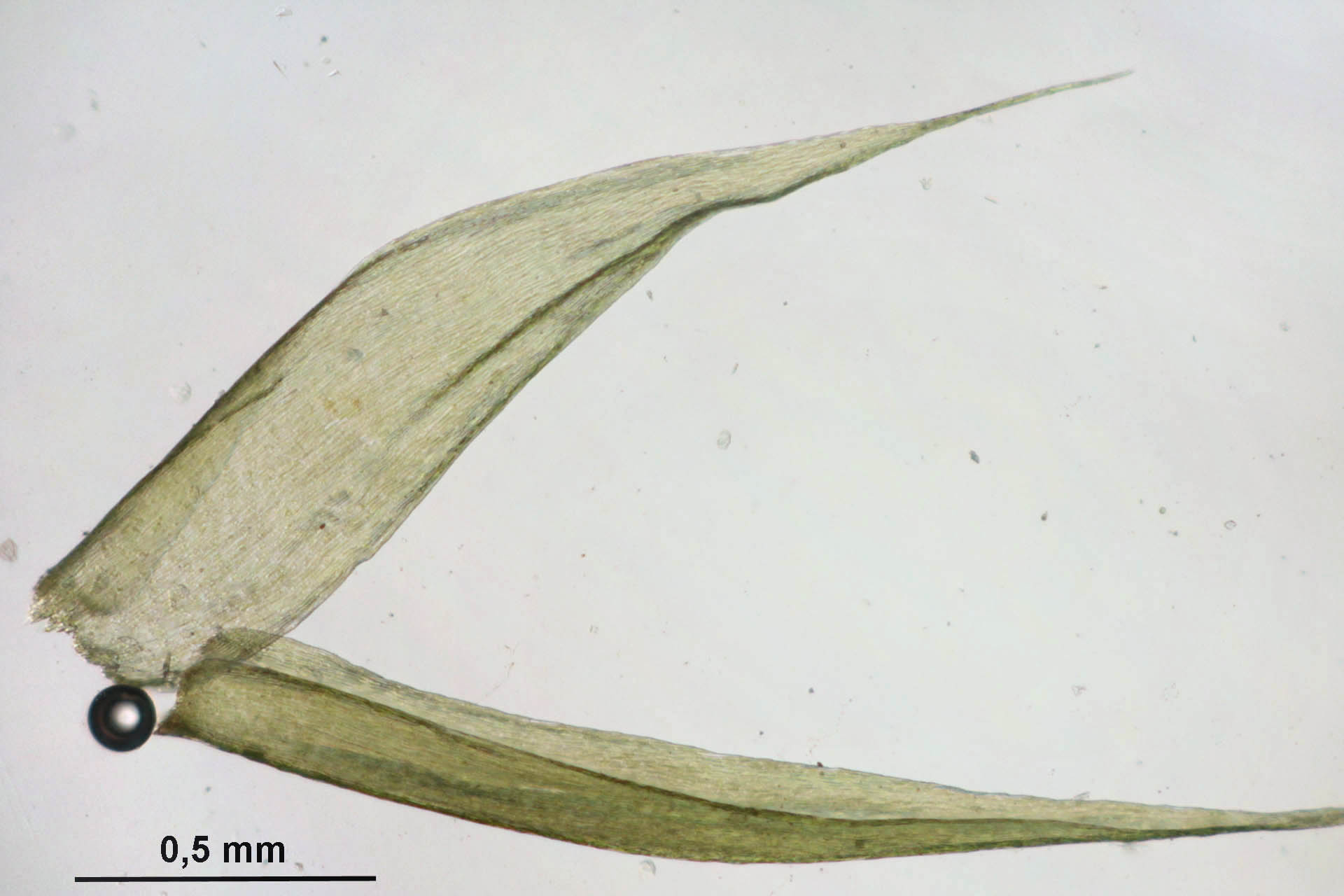